# ФК Селта Виго
Селта Виго (шп. Real Club Celta de Vigo) је шпански фудбалски клуб из Вига, који тренутно наступа у Примери. Основан је 23. августа 1923. спајањем Реал Виго Спортинга и Реал Фортуне. Надимак „Os Celestes“Celestes (Небеско плави), добили су због играња у светлоплавим дресовима. Клуб је домаћин на стадиону Балаидос, капацитета: 31.800 гледалаца.
Најбољи пласман клуб је остварио у сезони 2002/03. освојивши четврто место што им је омогућило да играју Лигу шампиона, где су елиминисани у осмини финала од Арсенала.

## Обележја клуба

### Дрес
Први дрес Селте се састојао од црвене мајице, црног шортса и црних штуцни. Касније је то промењено у традиционалној небескоплавој и белој комбинацији – то су боје са заставе Галиције.
Селта Виго је имала најдужи спонзорски уговор у Шпанском фудбалу. Од сезоне 1985/86 до 2015/16, Ситроен је био званични спонзор тима.
| Година    | Произвођач дресова | Спонзор          |
| --------- | ------------------ | ---------------- |
| 1980—1982 | Мејба              | —                |
| 1982—1986 | Адидас             | —                |
| 1986—2010 | Умбро              | Ситроен          |
| 2010—2013 | Ли-Нинг            | Ситроен          |
| 2013—2016 | Адидас             | Ситроен          |
| 2016—     | Адидас             | Естрела Галиција |

### Грб
Као и код већине клубова у Галицији, и Селтин грб се заснива на црвеном крсту Светог Џејмса. На средини крста се налази небескоплави штит који садржи латинична слова: Cs (Клуб Селта). Године 1923, Селта постаје један од неколико шпанских клубова који су одобрени од шпанске круне и стекла је право да у имену клуба дода Реал (Royal) и краљевску круну у грбу. Ово право је добијено од Алфонса XIII и клуб је преименован у Реал Клуб Селта Виго. За време Друга шпанска република (1931—1936) краљевска круна је уклоњена из грба и реч Реал из имена клуба, то је враћено 1937 године.

## Тренутни састав
Од 9. јануара 2019.
| Бр. |         | Позиција | Играч               |
| --- | ------- | -------- | ------------------- |
| 1   | Шпанија | Г        | Серхио Алварез      |
| 2   | Шпанија | О        | Хуго Мало (капитен) |
| 3   | Шпанија | О        | Давид Костас        |
| 4   | Мексико | О        | Нестор Араухо       |
| 5   | Турска  | С        | Окај Јокушлу        |
| 6   | Србија  | С        | Немања Радоја       |
| 7   | Турска  | Н        | Емре Мор            |
| 8   | Шпанија | С        | Фран Белтран        |
| 9   | Уругвај | Н        | Макси Гомез         |
| 10  | Шпанија | Н        | Јаго Аспас          |
| 11  | Данска  | С        | Пионе Систо         |
| 13  | Шпанија | Г        | Рубен Бланко        |

| Бр. |           | Позиција | Играч                                        |
| --- | --------- | -------- | -------------------------------------------- |
| 14  | Словачка  | С        | Станислав Лоботка                            |
| 15  | Словачка  | О        | Роберт Мазан                                 |
| 16  | Данска    | С        | Андреј Хјулсагер                             |
| 17  | Шпанија   | О        | Давид Хунка                                  |
| 18  | Данска    | С        | Матијас Јенсен                               |
| 19  | Мароко    | С        | Софијан Буфал (на позајмици из Саутхемптона) |
| 20  | Шпанија   | О        | Кевин Васкез                                 |
| 21  | Шпанија   | С        | Хозабед                                      |
| 22  | Аргентина | О        | Густаво Кабрал                               |
| 23  | Шпанија   | С        | Браис Мендез                                 |
| 24  | Аргентина | О        | Факундо Рокаглија                            |

### На позајмици
| Бр. |          | Позиција | Играч                     |
| --- | -------- | -------- | ------------------------- |
| —   | Шпанија  | Н        | Хуан Ернандез (у ФК Кан)  |
| —   | Гваделуп | Н        | Клаудио Бови (у ФК Кадиз) |